# Simcha Friedman
Simcha Friedman (hebrejsky: שמחה פרידמן, žil 1911 Střížov – 5. ledna 1990) byl izraelský politik a bývalý poslanec Knesetu za stranu Mafdal.

## Biografie
Narodil se v obci Střížov v tehdejším Rakousku-Uhersku (dnes Česko). V mládí se ale přestěhoval s rodiči do Norimberka v Německu. Studoval na rabínském semináři v Berlíně a na Berlínské univerzitě. V letech 1935–1938 učil v Německu na židovské škole. V roce 1939 přesídlil do dnešního Izraele. V letech 1939–1943 vyučoval na zemědělské střední škole Mikve Jisra'el. Od roku 1943 se usadil v kibucu Tirat Cvi. V letech 1943–1967 pak pracoval jako učitel v systému škol napojených na hnutí ha-Kibuc ha-dati. V letech 1967–1968 byl vzdělávacím vyslancem v New Yorku. V letech 1968–1969 byl inspektorem náboženských středních škol na severu Izraele. V roce 1975 přednášel Talmud na Bar-Ilanově univerzitě.

## Politická dráha
V izraelském parlamentu zasedl poprvé po volbách v roce 1969, do nichž šel za Mafdal. Byl členem parlamentního výboru pro ústavu, právo a spravedlnost, výboru pro ekonomické záležitosti, výboru pro zahraniční záležitosti a obranu a výboru pro vzdělávání a kulturu. Předsedal podvýboru pro úpravu verzí zákonů. Na kandidátce Mafdal byl opětovně zvolen ve volbách v roce 1973. Mandát ale získal až dodatečně, v červenci 1975, jako náhradník za zesnulého poslance Micha'ela Chazaniho. Byl členem výboru pro ústavu, právo a spravedlnost a výboru pro vzdělávání a kulturu. Ve volbách v roce 1977 mandát neobhájil.